# ダークサイド (2018年の映画)
『ダークサイド』（原題: Looking Glass）は、2018年のアメリカ合衆国のスリラー映画。監督はティム・ハンター、主演はニコラス・ケイジ。

## あらすじ
ニコラス・ケイジが主演したサイコサスペンススリラー。幼い娘を事故で亡くし、妻とともに新生活を求めて田舎町のモーテルを買い取って経営することにしたレイは、モーテルの倉庫の奥に隠し通路を見つける。通路は10号室の壁裏まで続き、マジックミラーで室内がのぞけるようになっていた。そしてある夜、レズビアンの女性2人がSMプレイに興じている様子を、好奇心からのぞき見してしまったレイ。それからしばらくして、女性の1人が死体で発見され、さまざまな条件からレイに疑惑の目が向けられてしまう。レイは、以前にもこのモーテルで変死事件があったこと、前のオーナーが失踪したことなどを知り、10号室に隠された秘密を解き明かそうとするが……。

## キャスト
※括弧内は日本語吹替
- レイ - ニコラス・ケイジ（大塚明夫）
- マギー - ロビン・タニー（清水はる香）
- ハワード - マーク・ブルカス（水村拓未）
- トミー - アーニー・ライヴリー（菊池康弘）
- ジェシカ（6号室） - ジャック・グレイ
- ストロベリー・ブロンド（キャシー） - カッシア・コンウェイ（東内マリ子）
- ベン - ビル・ボレンダー（英語版）（山中誠也）
- ガソリンスタンドの店主 - バリー・ジェイ・ミノフ

## 評価
レビュー・アグリゲーターのRotten Tomatoesでは24件のレビューで支持率は21%、平均点は4.10/10となった。Metacriticでは12件のレビューを基に加重平均値が33/100となった。